# Роуз, Пит (бейсболист)
Питер Эдвард Роуз (англ. Peter Edward Rose; 14 апреля 1941, Цинциннати — 30 сентября 2024, Лас-Вегас) — американский профессиональный бейсболист по прозвищу Чарли Хастл (англ. Charlie Hustle). Роуз выступал в Главной лиге бейсбола вначале как игрок с 1963 по 1986 год, а позже как менеджер с 1984 по 1989 год.
За свою карьеру Роуз установил ряд рекордов МЛБ: по количеству хитов (4256), сыгранных матчей (3562), выходов на биту (14 053) и аутам (10 328). Он трижды становился чемпионом Мировой серии, завоевал три титула чемпиона НЛ по отбиванию, завоевал титул самого ценного игрока Мировой серии, две награды Голден Глоув, был новичком года НЛ и 17 раз участвовал в матчах всех звёзд МЛБ.
В августе 1989 года, через три года после завершения карьеры игрока, Роуз согласился на пожизненное отстранение от участия в бейсбол из-за обвинений, что он делал ставки на бейсбольные матчи, будучи менеджером и игроком, в том числе он делал ставки на собственную команду. В 1991 году бейсбольный Зал славы официально проголосовал за запрет на включение в Зал игроков, замешанных в таких скандалах. В 2004 году Роуз официально признал, что делал ставки на бейсбол, однако отрицал, что ставил против «Редс».

## Бейсбол
Перед сезоном 1979 года за 3,225 млн. долл. перешёл в качестве свободного агента в Филадельфия Филлис.
Роуз добился выдающихся успехов в бейсболе, во многом благодаря тому, что был амбидекстром, что позволило ему стать свитч-хиттером — игроком, одинаково эффективно отбивающим мяч как правой, так и левой рукой.

## WWE
Между 1998 и 2000 годом Роуз принял участие в нескольких шоу World Wrestling Entertainment Рестлмания. На Рестлмании XIV он сыграл роль приглашённого ринг-анонсера в матче между Кейном и Гробовщиком. Во время матча Кейн выполнил коронный приём Tombstone Piledriver против Роуза. На следующий год, на Рестлмании XV, в качестве сюжетной линии он попытался расквитаться с Кейном, напав на него в костюме Курицы из Сан-Диего, но вновь получил Tombstone Piledriver. На Рестлмании 2000 его мести вновь помешал Кейн, а также его товарищ по команде Рикиши.
Кроме выступления на Рестлмании, Роуз снялся в рекламном ролике WWE посвященному шоу No Mercy 2002 года. В 2004 году Роуз был введён в Зал Славы WWE Кейном, став первой знаменитостью, попавшей в Зал Славы.
22 марта 2010 года Роуз стал приглашённым ведущим WWE Raw, последнем шоу перед Рестлманией XXVI. Его первым распоряжением стало назначение матча между Шоном Майклзом и Кейном, в котором Майклз одержал победу.

### Смерть
Роуз умер в своём доме в Лас-Вегасе, округ Кларк, штат Невада, 30 сентября 2024 года в возрасте 83 лет.

## Рекорды и достижения
Рекордсмен Главной лиги бейсбола:
- по количеству хитов за карьеру — 4256
- по количеству аутов за карьеру — 10 328
- по количеству сыгранных игр за карьеру — 3562
- по количеству выходов на биту — 14 053
- по количеству синглов за карьеру — 3215
- по количеству ранов, сделанных бейсболистом который может отбивать мяч, держа биту и левым, и правым хватом — 2165
- по количеству даблов за карьеру, сделанных бейсболистом который может отбивать мяч, держа биту и левым, и правым хватом — 746
- по количеству уолков, сделанных бейсболистом который может отбивать мяч, держа биту и левым, и правым хватом — 1566
- по количеству баз, сделанных бейсболистом который может отбивать мяч, держа биту и левым, и правым хватом — 5,752
- по количеству сезонов с 200 или более хитов — 10 (делит)
- по количеству подряд проведёнными сезонами со 100 или более хитов — 23
- по количеству подряд проведёнными сезонами с 600 или более выходами на биту — 13 (1968—1980)
- по количеству сезонов с 600 или более выходами на биту — 17
- по количеству сезонов со 150 или более сыгранными матчами — 17
- по количеству сезонов со 100 или более сыгранными матчами — 23
- по количеству участия в выигранных матчах — 1,972
- единственный игрок в истории главной лиги, сыгравший более 500 игр на пяти разных позициях — 1B (939), LF (671), 3B (634), 2B (628), RF (595)

Рекордсмен Национальной лиги:
- по количеству проведённых лет в лиге — 24
- по количеству подряд проведённых лет — 24
- по количеству ранов за карьеру — 2165
- по количеству даблов за карьеру — 746
- по количеству матчей с 5 или более хитов — 10